# فلاي إيجيبت
فلاي إيجيبت أو FlyEgypt هي شركة طيران عارض مصرية، وهي شركة مساهمة مصرية انشأت بالمشاركة بين عدة مساهمين من القطاع الخاص أكبرهم مجموعة طلعت مصطفي. يرجع تاريخ نشأة الشركة إلى عام 2014 ثم اعتمدت كمشغل طيران عارض في فبراير 2015.

## أسطول الشركة
يتكون أسطول فلاي إيجيبت من 3 طائرات من طراز بوينج Boeing 737-800 وتسعي الشركة إلى ضم المزيد من الطائرات إلى أسطولها في المستقبل القريب.

## وجهات فلاي إيجيبت
تقوم فلاي إيجيبت بتشغيل رحلات منتظمة لعدد من الوجهات أهمها: عمان، الكويت، وأبو ظبي.